# 2005 في بلجيكا
فيما يلي قوائم الأحداث التي وقعت خلال عام 2005 في بلجيكا.

## رياضة
- 1 يناير – طواف فلاندرز 2005
- 11 سبتمبر – جائزة بلجيكا الكبرى 2005 الفائز كيمي رايكونن.

## أفلام
من الأفلام التي صدرت هذه السنة في بلجيكا:
- 1 يناير – ميلاد مجيد من إخراج كريستيان كاريون.

## مواليد

### أكتوبر
- 4 أكتوبر – إيمانويل أمير بلجيكا

### ديسمبر
- 13 ديسمبر – إيميريك أمير بلجيكا
- 13 ديسمبر – نيكولا أمير بلجيكا

## وفيات

### مارس
- 12 مارس – نوربرت كالينز (مواليد 1924) درّاج طريق بلجيكي.

### يوليو
- 7 يوليو – بول ديلييج (مواليد 1931) كاتب سيناريو بلجيكي.

### نوفمبر
- 9 نوفمبر – موريل ديغوك (مواليد 1967) مجرمة بلجيكية.

### ديسمبر
- 7 ديسمبر – ايدي فرستريتن (مواليد 1948) درّاج طريق بلجيكي.